# Phauloppia parvilamellata
Phauloppia parvilamellata är en kvalsterart som först beskrevs av Ewing 1909.  Phauloppia parvilamellata ingår i släktet Phauloppia och familjen Oribatulidae. Inga underarter finns listade i Catalogue of Life.